# Horacio Barrionuevo
Horacio Barrionuevo (Junín, 6 de junio de 1939) es un exfutbolista argentino. Es considerado como uno de los mejores futbolistas que brindó la ciudad de Junín, y especialmente como uno de los mejores delanteros. Fue comparado con Diego Armando Maradona. [cita requerida]
Se formó futbolísticamente en las divisiones inferiores de Sarmiento de Junín, debutando a los 17 años en el torneo de Primera B del año 1956. 
Con el verde, marcó 88 goles en 197 partidos. [cita requerida]
En abril de 2014 se estrenó un documental sobre su vida: Taqueta, el último maestro de Sarmiento.
La revista Sentimiento Verde en su décimo aniversario decidió contar de modo audiovisual la historia del mayor ídolo futbolístico de Sarmiento en sus 103 años de vida deportiva. La producción y realización del proyecto estuvo a cargo de Nicolás Morente y Mariano Morente. 
El periodista Horacio Pagani participa leyendo un texto de su colega Ismael Canaparo, referido a la gloria sarmientista. El propio Taqueta aparece pisando el verde césped del estadio Eva Perón recordando en una extensa entrevista sus mejores y peores momentos en el club de sus amores.
El sábado 6 de junio de 2020, cumpleaños número 81 del ídolo verde, los periodistas Ismael Canaparo y Ricardo Tamburini, dieron a conocer la portada de un libro dedicado a Barrionuevo, titulado Habilidosamente intacto. Lo publica Ediciones de las Tres Lagunas, un sello juninense.
Este trabajo, que consta de más de 250 páginas, habla de trayectorias, anécdotas, curiosidades, andanzas y malabarismos del fútbolista nacido en Sarmiento. 

## Libro
En rigor, se trata de una propuesta que viene de muy lejos: los autores tuvieron las primeras charlas con Horacio en el año 2010. Entonces, él (Taqueta) no lo veía claro, ya que consideraba que no tenía suficiente “lustre” para encabezar una obra de estas características. Siempre le ha incomodado verse presentado como estrella o ídolo. Aquellos que lo conocen saben que es exactamente así. Pero la cercanía de los escritores con El Maestro, además del cariño, amistad y sentimientos recíprocos, hizo que aceptara el reto.
El libro cuenta con bellos aportes de un gran profesional juninense, como Héctor Becerra (Mg Diseño, Ilustrador, audiovisual, docente). La foto de tapa es una colaboración de Gustavo Zapata. La publicación reúne tres prólogos: de los autores, de Susana Abecasis (brillante intelectual y docente ascensionense, afincada en Rosario) y de Oscar Rubén Barnade, jefe de deportes del diario Clarín.
Todo estaba dispuesto para que el libro apareciera mucho antes, pero resultó impracticable por la pandemia de COVID-19. Los autores optaron por congelar el lanzamiento y evitar la salida a la calle. No hubo firmas de libros pero sí la muestra de la cubierta de la publicación.

## Clubes
| Club                          | País      | Año       |
| ----------------------------- | --------- | --------- |
| Sarmiento de Junín            | Argentina | 1956-1960 |
| Tigre                         | Argentina | 1961      |
| Argentinos Juniors            | Argentina | 1962-1963 |
| Club Atlético Vélez Sarsfield | Argentina | 1964      |
| Sarmiento de Junín            | Argentina | 1965-1966 |
| Niza                          | Francia   | 1967-1968 |
| Sarmiento de Junín            | Argentina | 1969-1970 |